# Штюдениц-Шёнермарк
Штюдениц-Шёнермарк (нем. Stüdenitz-Schönermark) — община в Германии, в земле Бранденбург.
Входит в состав района Восточный Пригниц-Руппин. Подчиняется управлению Нойштадт (Доссе). Население составляет 618 человек (на 31 декабря 2010 года). Занимает площадь 24,34 км².

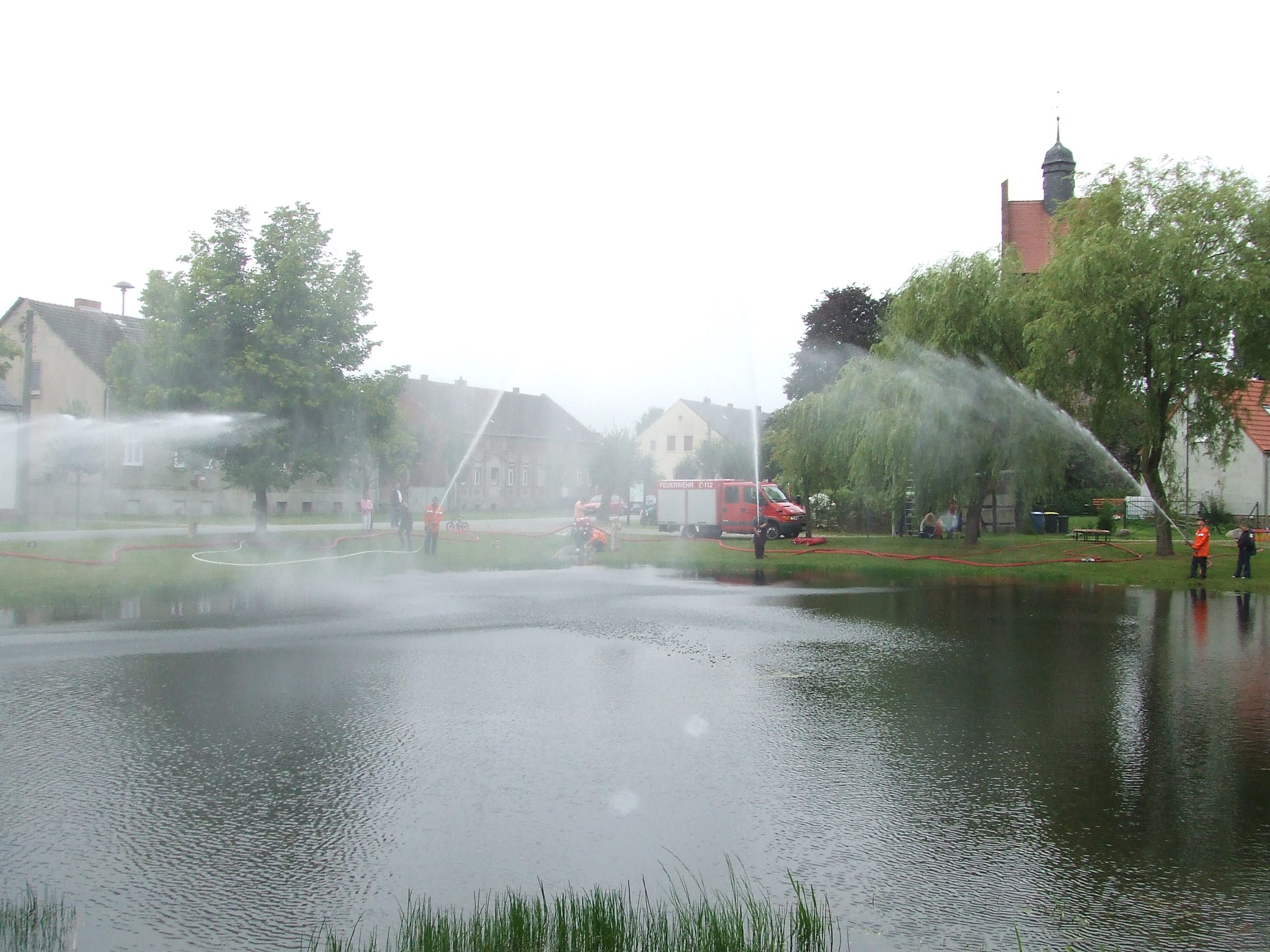

| Год  | Население |
| ---- | --------- |
| 2005 | 708       |
| 2010 | 637       |